# Büyükçekmece
Büyükçekmece ist eine Stadtgemeinde (Belediye) im gleichnamigen Ilçe (Landkreis) der Provinz Istanbul in der türkischen Marmararegion und gleichzeitig ein Stadtbezirk der 1984 gebildeten Büyükşehir belediyesi İstanbul (Großstadtgemeinde/Metropolprovinz). Büyükçekmece liegt auf der europäischen Seite Istanbuls und ist seit der Gebietsreform ab 2013 flächen- und einwohnermäßig identisch mit dem Landkreis.

## Geografie
Der Kreis/Stadtbezirk grenzt im Westen an Silivri, im Norden an Çatalca, im Nordosten an Arnavutköy, im Osten an Esenyurt sowie im Südosten an Beylikdüzü. Im Süden stellt die Küste des Marmarameeres eine natürlich Grenze dar. Der etwa 25 km² große Büyükçekmece-See trennt den Kreis/Stadtbezirk in zwei Teile, wobei der Westteil größer als der Ostteil ist. Die einst offene Verbindung des Sees zum Meer wurde durch einen Damm unterbrochen, damit der See als einer der wichtigsten Trinkwasserspeicher Istanbuls genutzt werden kann.

## Verwaltung
Bis zu seiner Selbständigkeit war Büyükçekmece ein gleichnamiger Bucak im Landkreis Çatalca. Durch das Gesetz Nr. 3392 wurde der Bucak mit 14 Dörfern und die gleichnamige Belediye als Verwaltungssitz gebildet. Der Bucak zählte 1985 58.635 Einwohner, der Kreis fünf Jahre später schon fast das Zweieinhalbfache (142.910 Einw.), wobei sich allerdings die Bevölkerung der Belediye nur verdoppelte.
Bereits 2008 waren alle Dörfer und Belediye (Kumburgaz, Mimarsinan und Tepecik) in die Stadt Büyükçekmece eingegliedert worden, sofern sie nicht in die beiden neuen Kreise (s. u.) gelangten. So waren Stadt und Kreis Büyükçekmece nun identisch, weiter unterteilt in 23 Mahalle (Stadtviertel/Ortsteile), denen ein Muhtar als oberster Beamter vorstand. Ende Dezember 2020 wurden sie von durchschnittlich 10.732 Menschen bewohnt, 21.792 Einw. im bevölkerungsreichsten (Hürriyet Mah.), dicht gefolgt von Pınartepe (20.520), Fatih (19.514) und Mimaroba (18.879 Einw.).

## Geschichte
Der Ort Büyükçekmece wurde vermutlich im 7. Jahrhundert v. Chr. als griechische Kolonie am Ufer des Flussdeltas unter dem Namen Athyra gegründet (nach welchem noch heute ein Titularbistum Athyra benannt ist).
Im Jahre 447 n. Chr. marschierte der Hunnenkönig Attila mit seinem Heer in Athyra ein.
Weitere Eroberungen folgten: durch die Awaren im Jahre 616, die Bulgaren unter der Führung des Zaren Khan Krum im Jahre 813 und die Petschenegen im Jahre 1090. Die Türken ließen sich ab 1357 in dem noch unter Byzantinischer Herrschaft stehenden Gebiet nieder. Erst nach dem Russisch-Türkischen Krieg (1828–1829) siedelten sich zunehmend Türken ein.
Büyükçekmece wurde 1876 unter die Verwaltung von Çatalca eingegliedert. 1958 erhielt die Stadt Gemeinderechte (Belediye). Diese Jahreszahl ist auch ersichtlich im Stadtwappen/Stadtlogo.

## Bevölkerung
Im Jahr 2008 gab der Kreis vier Fünftel seiner Bevölkerung an die beiden neugebildeten Kreise Beylikdüzu (34,76 %) und Esenyurt (45,39 %) ab. in den letzten drei Jahren belegte Büyükçekmece Platz 31 (von 39) in der Rangliste der bevölkerungsreichsten Kreise/Stadtbezirke, Tendenz: leicht steigend.
Die linke Tabelle zeigt die Ergebnisse der Volkszählungen, die E-Books der Originaldokumente entnommen wurden. Diese können nach Suchdateneingabe von der Bibliotheksseite des TÜIK heruntergeladen werden. Die zweite Spalte zeigt die Einwohnerzahlen des Bucak Büyükçekmece, während die dritte Spalte die Einwohnerzahlen des Bucak-Verwaltungszentrums (Bucak Merkez) bietet.
Die rechte Tabelle zeigt die Bevölkerungsfortschreibung des Kreises/Stadtbezirks Büyükçekmece. Die Daten wurden durch Abfrage über das MEDAS-System des Türkischen Statistikinstituts TÜIK nach Auswahl des Jahres und der Region ermittelt.
| Volkszählungsergebnisse des Bucak | Volkszählungsergebnisse des Bucak | Volkszählungsergebnisse des Bucak |
| Jahr                              | Bucak B. ç.                       | Bucak Merkez                      |
| --------------------------------- | --------------------------------- | --------------------------------- |
| 1935                              |                                   | 1.366                             |
| 1940                              | 14.456                            | 4.456                             |
| 1945                              | 23.084                            | 6.210                             |
| 1950                              | 10.193                            | 1.168                             |
| 1955                              | 14.875                            | 1.846                             |
| 1960                              | 15.659                            | 2.125                             |
| 1965                              | 12.384                            | 2.269                             |
| 1970                              | 14.658                            | 3.913                             |
| 1975                              | 21.062                            | 5.204                             |
| 1980                              | 35.903                            | 8.121                             |
| 1985                              | 58.365                            | 11.310                            |

| Bevölkerungsfortschreibung als Provinz | Bevölkerungsfortschreibung als Provinz | Bevölkerungsfortschreibung als Provinz | Bevölkerungsfortschreibung als Provinz                |
| Jahr                                   | Gesamt                                 | Städtisch                              | Ländlich                                              |
| -------------------------------------- | -------------------------------------- | -------------------------------------- | ----------------------------------------------------- |
| 1990                                   | 142.910                                | 022.394                                | 120.516                                               |
| 2000                                   | 384.089                                | 035.860                                | 348.229                                               |
| 2007                                   | 688.774                                | 044.287                                | 644.487                                               |
| 2008                                   | 163.140                                | 163.140                                | Die Dörfer wurden aufgelöst und in Mahalle überführt. |
| 2009                                   | 171.222                                | 171.222                                | Die Dörfer wurden aufgelöst und in Mahalle überführt. |
| 2010                                   | 182.017                                | 182.017                                | Die Dörfer wurden aufgelöst und in Mahalle überführt. |
| 2011                                   | 192.843                                | 192.843                                | Die Dörfer wurden aufgelöst und in Mahalle überführt. |
| 2012                                   | 201.077                                | 201.077                                | Die Dörfer wurden aufgelöst und in Mahalle überführt. |
| 2013                                   | 211.000                                | 211.000                                | Die Dörfer wurden aufgelöst und in Mahalle überführt. |
| 2014                                   | 223.324                                | 223.324                                | Die Dörfer wurden aufgelöst und in Mahalle überführt. |
| 2015                                   | 231.064                                | 231.064                                | Die Dörfer wurden aufgelöst und in Mahalle überführt. |
| 2016                                   | 237.185                                | 237.185                                | Die Dörfer wurden aufgelöst und in Mahalle überführt. |
| 2017                                   | 243.474                                | 243.474                                | Die Dörfer wurden aufgelöst und in Mahalle überführt. |
| 2018                                   | 247.736                                | 247.736                                | Die Dörfer wurden aufgelöst und in Mahalle überführt. |
| 2019                                   | 254.103                                | 254.103                                | Die Dörfer wurden aufgelöst und in Mahalle überführt. |
| 2020                                   | 257.362                                | 257.362                                | Die Dörfer wurden aufgelöst und in Mahalle überführt. |

## Bildung

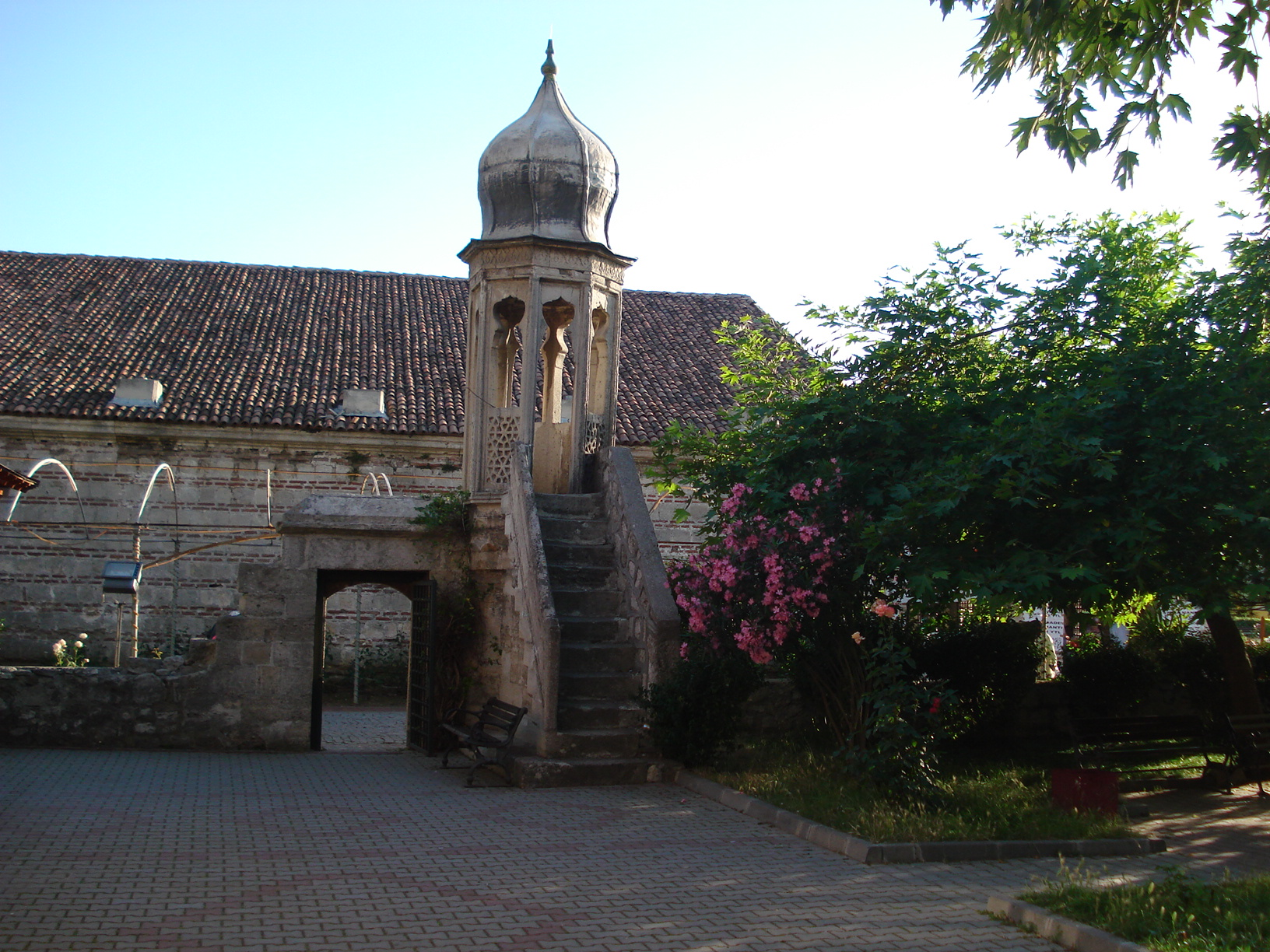
Die Sokullu-Mehmet-Pascha-Moschee

Der Kreis Büyükçekmece verfügt über 27 weiterführende Schulen in der Sekundarstufe, drei Universitäten und einige dutzend Grundschulen.

## Wirtschaft
Bis in die 1950er Jahre hatte die Landwirtschaft in Büyükçekmece eine große Bedeutung. Ab diesem Zeitpunkt begann die Industrialisierung. Nach 1980 wurde die Stadt schrittweise modernisiert, so dass Büyükçekmece heute über eine Kanalisation, eine Wasseraufbereitungsanlage und Anlagen zur Stromerzeugung verfügt.

## Verkehr
Büyükçekmece hat einen Bahnhof an der Bahnstrecke İstanbul Sirkeci–Swilengrad.

## Sehenswürdigkeiten
- Die Kanuni-Sultan-Süleyman-Brücke ist eine vom Hofarchitekten Sinan erbaute Brücke über den südlichen Zipfel des Büyükçekmece-Sees aus dem 16. Jahrhundert.
- Kursunlu Han Kervansarayı (Karawanserei)
- Die Sokullu-Mehmet-Pascha-Moschee ist ebenfalls ein Werk von Sinan.
- Auch der Kanuni-Sultan-Süleyman-Brunnen wurde durch Mimar Sinan errichtet.
- İmaret-Moschee

## Kultur
Das International Culture and Art Festival findet zum 2021 zum 22. Mal statt.

## Partnerstädte
- İskele, Türkische Republik Nordzypern, seit 2003
- Değirmenlik, Türkische Republik Nordzypern, seit 2003
- Güzelyurt, Türkische Republik Nordzypern, seit 2003
- Lapithos, Türkische Republik Nordzypern, seit 2003
- Gorna Orjachowiza, Bulgarien, seit 2003
- Gelsenkirchen, Deutschland, seit 2004
- Mamuša, Kosovo, seit 2008
- Nea Propontida, Griechenland, seit 2008
- Cheonan, Republik Korea, seit 2013
- Kranj, Slowenien, seit 2014
- Struga, Nordmazedonien, seit 2015